# Dactylodenia raetica
Dactylodenia raetica là một loài thực vật có hoa trong họ Lan. Loài này được Parox & H.R.Reinhard ex W.J.Schrenk mô tả khoa học đầu tiên năm 1983.